# داور أباد (ياتري)
داور أباد (بالفارسية: داورآباد) هي منطقة سكنية تقع في إيران في قسم یاتري الريفي (مقاطعة آرادان). يقدر عدد سكانها بـ 1,570 نسمة .